# Stare Grudze (przystanek kolejowy)
Stare Grudze (znane także jako Grudze) – przystanek kolejowy w Starych Grudzach, w województwie łódzkim, w Polsce.

## Nazwa
Do roku 1938 była to stacja kolejowa o nazwie Zielkowice. Po 2 kwietnia 1945 roku stacja została zmieniona na przystanek o nazwie Grudze.

## Ruch pasażerski[1]
| Rok  | Wymiana pasażerska na dobę |
| ---- | -------------------------- |
| 2017 | 20-49                      |
| 2018 | 20-49                      |
| 2019 | 20-49                      |
| 2020 | 20-49                      |
| 2021 | 20-49                      |
| 2022 | 20-49                      |
| 2023 | 20-49                      |